# Örgryte IS 2009
Örgryte IS fotbollslag deltog säsongen 2009 i Allsvenskan och Svenska cupen. Laget gjorde comeback i allsvenskan efter nedflyttningen 2006. En spelare i laget som gjorde sin första allsvenska match sedan år 2000 var allsvenske skyttekungen från 1999, Marcus Allbäck, som kom tillbaka till klubben under sommaren 2008. En uppmärksammad värvning inför säsongen var den av Álvaro Santos. Lagets första allsvenska match för året var ett derby mot GAIS vilket var lagets första och den första matchen över huvud taget på den nya hemmaarenan, det nybyggda Gamla Ullevi.
Vårsäsongen, som bestod av tolv allsvenska matcher innan uppehållet för U21-EM, blev en besvikelse för ÖIS som bara tog två poäng på dessa matcher. Dessutom fick man sina två namnkunniga anfallare Allbäck och Santos samt två målvakter skadade. Krisläget ledde till att man kallade in veteranmålvakten Bengt Andersson och fick dispens från det egentligen stängda transferfönstret delvis eftersom Andersson inte var registrerad hos någon elitklubb.

## Spelartruppen 2009

### Spelartrupp
| 01 | Peter Abrahamsson | Sverige    |
| 12 | David Stenman     | Sverige    |
| 24 | Nathan Coe        | Australien |
| 30 | Bengt Andersson   | Sverige    |

| 02 | Christofer Bengtsson      | Sverige   |
| 14 | Tommy von Brömsen         | Sverige   |
| 16 | Alessandro Silva Perreira | Brasilien |
| 17 | Robin Jonsson             | Sverige   |
| 23 | Adam Eriksson             | Sverige   |
| 26 | Dennis Jonsson            | Sverige   |
| 29 | Danny Ervik               | Sverige   |
| 44 | David Leinar              | Sverige   |

| 05 | Markus Gustafsson   | Sverige  |
| 06 | Alexander Mellqvist | Sverige  |
| 07 | Björn Anklev        | Sverige  |
| 08 | Martin Dohlsten     | Sverige  |
| 09 | Pavel Zavadil       | Tjeckien |
| 15 | Simon Chekroun      | Sverige  |
| 20 | Christian Lindström | Sverige  |
| 21 | Seif Kadhim         | Sverige  |
| 27 | Jonathan Lindström  | Sverige  |
| 40 | Magnus Källander    | Sverige  |

| 10 | Patrik Elmander         | Sverige   |
| 11 | Marcus Allbäck (kapten) | Sverige   |
| 14 | Nicolas Sandberg        | Sverige   |
| 18 | Álvaro Santos           | Brasilien |
| 19 | Markus Anderberg        | Sverige   |

#### Preliminär startelva
| 30 Bengt Andersson 44 Leinar 26 D Jonsson 2 Bengtsson 9 Zavadil 16 Alex 40 Källander 6 Mellqvist 7 Anklev 11 Allbäck (C) 18 Álvaro Santos |
| Preliminär startelva för Örgryte IS 2009.                                                                                                 |

### Spelarövergångar inför säsongen 2009

#### In
| 12 | David Stenman                           | Sverige    |
| 0  | (lån från IFK Göteborg)                 |            |
| 66 | Dick Last                               | Sverige    |
| 0  | (registrerad, med i truppen som reserv) |            |
| 0- | Nathan Coe                              | Australien |
| 0  | (lån från FC Köpenhamn)                 |            |

| 16 | Alessandro Silva Perreira | Brasilien |
| 0  | (från Assyriska FF)       |           |
| 23 | Adam Eriksson             | Sverige   |
| 0  | (från Skene IF)           |           |
| 29 | Danny Ervik               | Sverige   |
| 0  | (från Örgrytes U-lag)     |           |
| 44 | David Leinar              | Sverige   |
| 0  | (från Ljungskile SK)      |           |

| 18 | Álvaro Santos     | Brasilien |
| 0  | (från FC Sochaux) |           |
| 19 | Markus Anderberg  | Sverige   |
| 0  | (från Kode IF)    |           |

#### Ut
| 01 | Dick Last                          | Sverige |
| 0  | (slutar, fortsätter som sportchef) |         |

| 03 | Marcus Dahlin      | Sverige |
| 0  | (FC Trollhättan)   |         |
| 05 | Anders Prytz       | Sverige |
| 0  | (BK Skottfint)     |         |
| 25 | Henrik Lawenius    | Sverige |
| 0  | (till Lindome GIF) |         |

| 16 | Mentor Zhubi              | Sverige |
| 0  | (till IK Oddevold)        |         |
| 29 | Tobias Christensson       | Sverige |
| 0  | (till Västra Frölunda IF) |         |

| 09 | Anton Holmberg        | Sverige |
| 0  | (klubb ej klar)       |         |
| 19 | Erik Svensson         | Sverige |
| 0  | (till Qviding FIF?)   |         |
| 22 | Boyd Mwila            | Zambia  |
| 0  | (till Djurgårdens IF) |         |

#### Utlånade
| 15 | Simon Chekroun     | Sverige |
| 0  | (till Lindome GIF) |         |

### Övergångsdetaljer

#### Spelare in
| Datum           | Nr | Namn          | Från         | Kommentar                   | Länk   |
| --------------- | -- | ------------- | ------------ | --------------------------- | ------ |
| 9 februari 2009 | 18 | Alvaro Santos | free agent   | 3-årskontrakt (t.o.m. 2011) | ois.se |
| 2009            | 12 | David Stenman | IFK Göteborg | lån                         | ois.se |

#### Spelare ut
| Datum        | Nr | Namn       | Till           | Kommentar                       | Länk   |
| ------------ | -- | ---------- | -------------- | ------------------------------- | ------ |
| 30 mars 2009 | 17 | Boyd Mwila | Djurgårdens IF | Kontrakt 4 år till och med 2012 | dif.se |

### Byten av tröjnummer inför säsongen 2009
Under försäsongen är det vanligt att spelare byter tröjnummer, att man "byter upp sig" för att ett "bättre" nummer har blivit ledigt. Läget i ÖIS inför säsongen 2009 ser ut så här:
- Peter Abrahamsson har tagit över Dick Lasts tidigare nummer, 1. (Abrahamsson hade tidigare nummer 30)
- Nyförvärvet från Ljungskile SK, David Leinar, valde nr 4 när han kom till ÖIS. Men när detta möttes av protester från klubbens supportrar valde han att byta till 44 för att inte få klubbens fans emot sig från början. (Varken nummer 4 eller nr 44 användes av någon under säsongen 2008)*
- Markus Gustafsson har valt att byta från nummer 18 till nummer 5. (Anders Prytz, ÖIS lagkapten under 2008 som valde att lägga skorna på hyllan efter säsongen, hade tidigare nr 5 på sin tröja)
- Pavel Zavadil, som var ÖIS frontfigur under 2008, valde att byta upp sig från nummer 24 till den klassiska tröjan med nr 9, som har burits av t.ex. Mäster Sören, Sören Börjesson. (Under säsongen 2008 var det Anton Holmberg som hade nr 9, Holmberg som lämnade ÖIS efter säsongen)
- David Stenman, som ÖIS lånat från IFK Göteborg valde tröja nr 12. (Under 2008 användes tröja nr 12 av tredjemålvakten Viktor Skoglund)
- Vänsterbacken Alex, som värvades från Assyriska FF skulle få tröja nr 5, var det tänkt. Men när han anlände till Öisgården valde han istället nr 16. (Under säsongen 2008 bars tröja nr 16 bars av Mentor Zhubi, som lämnade klubben efter säsongen)
- ÖIS främsta nyförvärv hittills under vinten 2008/2009, Álvaro Santos, har valt tröja nummer 18. (Markus Gustafsson, som tidigare hade nr 18, har bytt till nr 5)
- Markus Anderberg, som ÖIS värvade från Kode IF, valde tröja nr 19. (Erik Svensson, som lämnade ÖIS efter säsongen 2008, var tidigare innehavare av nummer 19)
- Adam Eriksson, som värvats tillbaka till ÖIS från Skene IF, valde nr 23. (Tröja nr 23 var under säsongen 2008 ledig)
- Danny Ervik, som flyttats upp till A-laget från U-laget, valde tröja nr 29. (Tröja nr 29 användes under säsongen 2008 av Tobias Christensson, som lämnade ÖIS efter säsongen)
- Magnus Källander följer sin tradition och byter nummer varje år, närmare bestämt är tröjnumret detsamma som åldern. Detta innebär att han spelar med nummer 40 på ryggen 2009. (Under 2008 användes inte nr 40 av någon)

*Noterbart är att tröja nr 4 har varit fridlyst, d.v.s. att den inte använts, i ca 9 år efter det att den slutat bäras av den mycket populäre Öisaren Niclas Sjöstedt, som lämnade klubben efter säsongen 2000 då han vunnit Svenska Cupen och blivit ÖIS genom tiderna meste spelare med 261 allsvenska matcher. Därför fridlystes hans tröja av den dåvarande styrelsen. När den nuvarande styrelsen 2009 beslutade att återinföra nummer 4 i laguppställningen blev många av klubbens supportrar upprörda. "Kung Sjöstedt" själv har dock ingenting emot detta, och han säger att han är mäkta stolt över att hans gamla matchtröja hänger inramad på Öisgården och att han nöjer sig med det. Tröja nr 4 kommer 2009 dock inte användas av någon spelare sedan David Leinar valt att byta till 44.

## Säsongsstatistik

### Tävlingsmatcher 2009

#### Svenska cupen 2009
Alla matchresultat är skrivna i ÖIS favör.
| Nr | Datum         | Arena                | Motstånd    | Resultat | Publiksiffra |
| -- | ------------- | -------------------- | ----------- | -------- | ------------ |
|    | 26 april 2009 | Hjällbovallen 1 Gräs | Gunnilse IS | 0–2      | 908          |

#### Allsvenskan 2009
Alla matchresultat är skrivna i ÖIS favör.
| Nr | Datum         | Arena                | Motstånd          | Resultat | Publiksiffra |
| -- | ------------- | -------------------- | ----------------- | -------- | ------------ |
| 1  | 5 april 2009  | Gamla Ullevi         | GAIS              | 1–5      | 17 531       |
| 2  | 13 april 2009 | Swedbank Stadion     | Malmö FF          | 0–3      | 23 347       |
| 3  | 16 april 2009 | Gamla Ullevi         | Örebro SK         | 0–1      | 3 284        |
| 4  | 20 april 2009 | Gamla Ullevi         | IFK Göteborg      | 0–3      | 17 683       |
| 5  | 20 april 2009 | Gamla Ullevi         | AIK               | 0–1      | 3 540        |
| 6  | 1 maj 2009    | Vångavallen          | Trelleborgs FF    | 1–2      | 2 415        |
| 7  | 6 maj 2009    | Gamla Ullevi         | IF Brommapojkarna | 1–1      | 2 691        |
| 8  | maj 2009      | Örjans Vall          | Halmstads BK      | 1–2      | 4 889        |
| 9  | maj 2009      | Gamla Ullevi         | BK Häcken         | 0–1      | 3 572        |
| 10 | 21 maj 2009   | Fredriksskans IP     | Kalmar FF         | 0–1      | 4 487        |
| 11 | 25 maj 2009   | Olympia, Helsingborg | Helsingborgs IF   | 1–3      | 9 073        |
| 12 | 31 maj 2009   | Gamla Ullevi         | Djurgården        | 0–0      | 3 051        |

#### Träningsmatcher 2009
|  | 10 februari 2009 18.00 | IF Elfsborg                                                                       | 4–1 | Örgryte IS        | Borås Arena, Borås                               |                                                  |
|  |                        | Joel Johansson (12) Joel Johansson (48) Joel Johansson (61) Fredrik Berglund (64) |     | Robin Jonsson (3) | Publik: 966 Domare: Sven-Martin Åkesson, Sverige | Publik: 966 Domare: Sven-Martin Åkesson, Sverige |
|  |                        |                                                                                   |     |                   | Publik: 966 Domare: Sven-Martin Åkesson, Sverige | Publik: 966 Domare: Sven-Martin Åkesson, Sverige |
|  |                        |                                                                                   |     |                   | Publik: 966 Domare: Sven-Martin Åkesson, Sverige | Publik: 966 Domare: Sven-Martin Åkesson, Sverige |

|  | 14 februari 2009 14.15 | Jönköpings Södra IF                                               | 3 – 1 | Örgryte IS            | Elmiahallen, Jönköping                       |                                              |
|  |                        | Fredrik Fendrich (15) Ricardo Santos (50) Marcelo Sacramento (87) |       | Markus Anderberg (60) | Publik: 710 Domare: Tobias Mattsson, Sverige | Publik: 710 Domare: Tobias Mattsson, Sverige |
|  |                        |                                                                   |       |                       | Publik: 710 Domare: Tobias Mattsson, Sverige | Publik: 710 Domare: Tobias Mattsson, Sverige |
|  |                        |                                                                   |       |                       | Publik: 710 Domare: Tobias Mattsson, Sverige | Publik: 710 Domare: Tobias Mattsson, Sverige |

|  | 18 februari 2009 18.00 | Örgryte IS                                                                   | 4–1 | Västra Frölunda IF  | Öisgården, Göteborg |           |
|  |                        | Dennis Jonsson (38) Boyd Mwila (41) Christian Lindström (76) Boyd Mwila (83) |     | Robert Karlsson (2) | Domare: -           | Domare: - |
|  |                        |                                                                              |     |                     | Domare: -           | Domare: - |
|  |                        |                                                                              |     |                     | Domare: -           | Domare: - |

|  | 21 februari 2009 13.00 | Malmö FF          | 1–2 | Örgryte IS                            | Malmö Konstgräsplan 9, Malmö |                       |
|  |                        | Edward Ofere (89) |     | Adam Eriksson (55) Pavel Zavadil (82) | Publik: 500 Domare: -        | Publik: 500 Domare: - |
|  |                        |                   |     |                                       | Publik: 500 Domare: -        | Publik: 500 Domare: - |
|  |                        |                   |     |                                       | Publik: 500 Domare: -        | Publik: 500 Domare: - |

|  | 25 februari 2009 | Örgryte IS      | 1–2 | Ängelholms FF                            | Öisgården |           |
|  |                  | Boyd Mwila (70) |     | Björn Westerblad (20) Jonas Nilsson (75) | Domare: - | Domare: - |
|  |                  |                 |     |                                          | Domare: - | Domare: - |
|  |                  |                 |     |                                          | Domare: - | Domare: - |

|  | 28 februari 2009 | Örgryte IS | 0–0 | Lindome GIF | Öisgården |  |
|  |                  |            |     |             | Domare: - |  |
|  |                  |            |     |             |           |  |
|  |                  |            |     |             |           |  |

|  | 13 mars 2009 | Örgryte IS | 2–2 | Falkenbergs FF | Öisgården |  |
|  |              |            |     |                | Domare: - |  |
|  |              |            |     |                |           |  |
|  |              |            |     |                |           |  |

|  | 19 mars 2009 | Örgryte IS | 0–0 | Brommapojkarna | Cypern    |  |
|  |              |            |     |                | Domare: - |  |
|  |              |            |     |                |           |  |
|  |              |            |     |                |           |  |

|  | 22 mars 2009 | Örgryte IS | 1–1 | Örebro SK | Cypern    |  |
|  |              |            |     |           | Domare: - |  |
|  |              |            |     |           |           |  |
|  |              |            |     |           |           |  |

|  | 28 mars 2009 | Hammarby IF | 1–0 | Örgryte IS | Söderstadion, Stockholm |  |
|  |              |             |     |            | Domare: Jonas Eriksson  |  |
|  |              |             |     |            |                         |  |
|  |              |             |     |            |                         |  |

|  | 14 juni 2009 | Halmstads BK | 2–0 | Örgryte IS | Ränneslöv |  |
|  |              |              |     |            |           |  |
|  |              |              |     |            |           |  |
|  |              |              |     |            |           |  |